# 店社安全衛生管理者
店社安全衛生管理者（てんしゃあんぜんえいせいかんりしゃ）は日本の建設業の現場のうち、特定の工種において小規模な現場の安全衛生管理を店社より指導支援する者である。
- 労働安全衛生法について、以下では条数のみ記す。

## 概要
建設業に属する事業の元方事業者（元請）のうち、一の場所において以下の工種に係る作業を、一定数以上の労働者及び関係請負人を使用して行う場合（統括安全衛生責任者を選任しなければならない場所を除く）は、これらの労働者の作業が同一の場所で行われることによって生ずる労働災害を防止するため、店社安全衛生管理者を選任しなければならない（第15条の3、規則第18条の6）。
1. ずい道等の建設 （常時20人以上30人未満）
2. 圧気工法による作業 （常時20人以上30人未満）
3. 橋梁の建設 （安全な作業の遂行が損なわれるおそれのある場所での仕事に限る）（常時20人以上30人未満）
4. 主要構造部が鉄骨造又は鉄骨鉄筋コンクリート造の建設物の建設 （常時20人以上50人未満）

元方事業者は、作業の開始後遅滞なく、選任した旨及び店社安全衛生管理者の氏名を、作業場所を管轄する労働基準監督署長に報告しなければならない（規則第664条）。安全衛生管理に係る他職と異なり、行政の監督について特に規定は設けられていない。
常時20人未満の場合や特定の工種以外の工種においても、店社安全衛生管理者の選任・報告義務はなくとも、現場の安全衛生を統括する必要があるため、店社安全衛生管理者を選任しておきながら、労働基準監督署長に特に報告を行なわない場合もある。これは、労働安全衛生法の規定以上の安全衛生管理を行なっているということになる。まれに店社安全衛生管理者を選任しておきながら、労働安全衛生法により選任義務のある安全衛生推進者（特定の工種以外の工種および常時10人以上50人未満の事業場においては安全衛生推進者が同様の職務を行なう）の選任漏れをするケースもあるので注意が必要である。

## 職務
店社安全衛生管理者は、統括安全衛生責任者が統括管理すべき事項（以下の1から6）を担当する者に対する指導等を行わなければならない（第15条の3）。
1. 協議組織の設置及び運営を行うこと。
2. 作業間の連絡及び調整を行うこと。
3. 作業場所を巡視すること。
4. 関係請負人が行う労働者の安全又は衛生のための教育に対する指導及び援助を行うこと。
5. 仕事を行う場所が仕事ごとに異なることを常態とする業種で、厚生労働省令で定めるものに属する事業を行う特定元方事業者にあっては、仕事の工程に関する計画及び作業場所における機械、設備等の配置に関する計画を作成するとともに、当該機械、設備等を使用する作業に関し関係請負人が労働安全衛生法又はこれに基づく命令の規定に基づき講ずべき措置についての指導を行うこと。
6. 前各号に掲げるもののほか、当該労働災害を防止するため必要な事項

また、以下の職務を行わなければならない（規則第18条の8）。
1. 少なくとも毎月1回労働者が作業を行う場所を巡視すること。
2. 労働者の作業の種類その他作業の実施の状況を把握すること。
3. 協議組織の会議に随時参加すること。
4. 上記第5号の計画に関し同号の措置が講ぜられていることについて確認すること。

店社安全衛生管理者が事故等でその職務を行うことができないときは、代理者を選任しなければならない（規則第20条）。

## 資格要件
以下の資格を有する者のうちから選任しなければならない（規則第18条の7）。
- 学校教育法による大学又は高等専門学校を卒業した者（独立行政法人大学改革支援・学位授与機構により学士の学位を授与された者及びこれと同等以上の能力を有すると認められる者を含む）で、その後3年以上建設工事の施工における安全衛生の実務に従事した経験を有するもの
- 学校教育法による高等学校又は中等教育学校を卒業した者（同等以上の学力を有すると認められる者等を含む）で、その後5年以上建設工事の施工における安全衛生の実務に従事した経験を有するもの
- 8年以上建設工事の施工における安全衛生の実務に従事した経験を有する者

衛生管理者（第一種・第二種）の免許を有さなくても選任されることは可能である。